# Pórticos de Bolonha
Os Pórticos de Bolonha (em italianoː Portici di Bologna) são elementos arquitetônicos identitários da cidade de Bolonha, na região italiana de Emilia-Romagna.
Os pórticos bolonheses possuem cerca de 62 quilômetros de comprimento linear, com diferentes estilos arquitetônicos e características técnicas. Foram declarados como Patrimônio Mundial pela Organização das Nações Unidas para a Educação, a Ciência e a Cultura (UNESCO), no ano de 2021.

## História

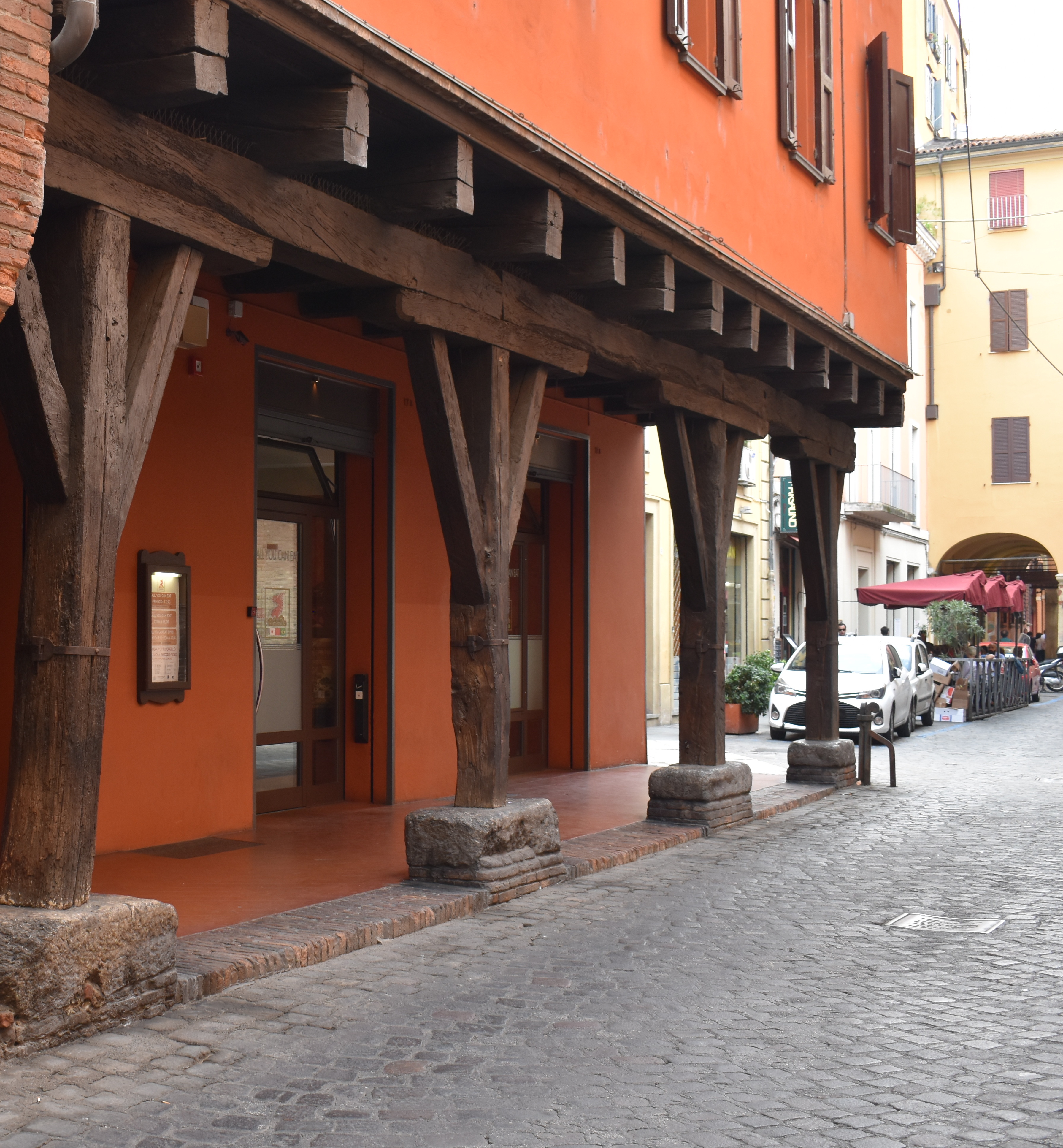
Pórticos de madeira

Os pórticos tiveram sua origem nos sporti, que eram pequenas saliências funcionais que tornava útil o espaço sem ocupar a via urbana. Com o tempo ficaram mais pronunciados, precisando de apoio no solo. Os primeiro pórticos construídos eram de madeira, com teto de vigas simples, apoiados sobre pilar quadrado de madeira, com uma base de bloco de pedra. No período medieval, a prática se espalhou por toda a Europa.
Em Bolonha, o primeiro indício de uma residência com pórtico foi no ano de 1041, construído em uma pequena casa na via Emilia (atual via Maggiore).
No século XII, quando o Imperador Henrique V declarou Bolonha como uma comuna, atraiu novos moradores vindos da zona rural para a cidade; e estudantes, com a abertura da Universidade de Bolonha no ano de 1088. Os bolonheses passaram a construir, irregularmente, pórticos para resolver o problema de crescimento habitacional, se tornando um elemento arquitetônico funcional. No século XIII, em toda a Europa estavam eliminando os pórticos, exceto em Bolonha. No ano de 1211, surgiu os primeiros estatutos regulamentares sobre o uso dos pórticos, regularizando todos os pórticos que estavam irregular. E no ano de 1288, surgiu estatutos sobre a obrigatoriedade da construção de pórticos, que diziaː "Ordenamos que todos aqueles que estão sob a jurisdição do município de Bolonha, tendo casas e áreas de construção sem arcadas na cidade e aldeias suburbanas, em lugares onde é costume que haja, são obrigados a ter o pórtico construído se não houver, cada um em sua própria fontestrada; Se o alpendre já existe, em perpetuidade eles devem fazer a manutenção às suas próprias custas". E tinham que medir pelo menos cerca de 2,70 metros, para que uma pessoa pudesse andar a cavalo sob eles. Nos distritos mais pobres, a regulamentação referente a altura não era respeitado. No ano de 1352, um novo estatuto foi implementado, onde os pórticos de novos edifícios deveriam ter uma altura e profundidade de 3,60 metros e outras regras.
No século XV, os pórticos de Bolonha passaram a receber inspirações arquitetônicas renascentistas, tanto em construções privadas como públicas. Os suportes de madeira foram abandonados, passando a usar pedras, ferro e terracota.
No período barroco, durante o século XVI, os pórticos começaram a receber decorações elaboradas e luxuosas nas construções da aristocracia, burguesia e soberanos; e os pórticos passaram a ser construídos também em edifícios religiosos. No ano de 1567, foi proibido o uso de pilares de madeira para suporte dos pórticos, onde nova a regulamentação diziaː "Vendo o quanto conveniência e ornamento público seja o uso de pórticos nesta Magnífica Cidade e, se desejado, não apenas para manter e preservar os referidos pórticos; mas ainda os amplie e os decore mais para o decoro da Cidade, e benefício universal. [...] ordenaram e estabeleceram que cada pessoa de seja qual for o status, posição e condição que seja, deve ser retirado nos próximos três meses todos os Pilares de Madeira que suportam os referidos pórticos e outros foram reconstruídos e substituídos no local Colunas de Macigno, ou de pedra cozida [...]."
No século XVIII, durante o período iluminista, os pórticos bolonheses passaram a ser construídos em terrenos difíceis, utilizando-se das novas técnicas da engenharia, como no pórtico que leva ao Santuário de Nossa Senhora de San Luca.
Em meados do século XIX, toda a Europa passou por uma remodelação urbanística, devido as regulamentações de higiene. Houve diversas demolições para a construção de espaços verdes e melhorias dos sistemas rodoviários. Bolonha também passou por essa remodelação, mas os pórticos continuaram a ser construídos, priorizando as funções comerciais.
No período pós-guerra, Bolonha passou pela necessidade de reconstrução, e subúrbios foram criados para a realocação dos moradores que viviam nos distritos bombardeados. Seus pórticos foram construídos com materiais como aço e concreto armado e de inspiração modernista; como pode ser observado nos pórticos do  Bairro de Barca.

## Pórticos tombados

### Construções entre séculos XII e XIII

#### Pórticos de Santa Caterina

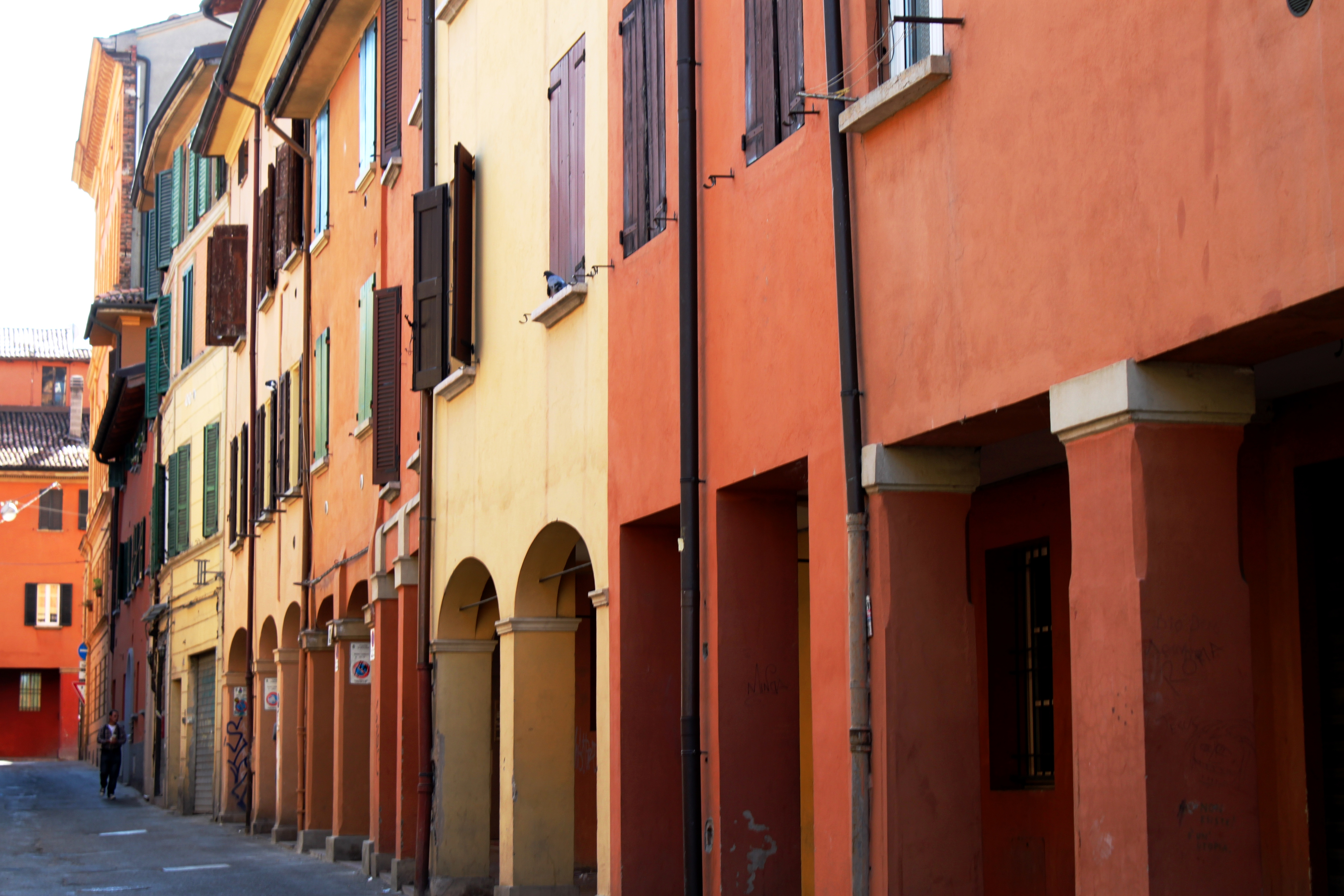
Pórticos da via Saragozza

Estão localizados no distrito de Porto-Saragozza, estendendo-se ao longo da via Ca' Selvatica até a via Saragozza. Possuem 140 metros de comprimento, com pórticos baixos apoiados em pilares de alvenaria com base quadrada. Os pórticos cobrem um passeio de pedestres e possuem residências simples nos pavimentos superiores. Há um santuário com uma Madona no cruzamento da via Ca' Selvatica, uma placa de ex-voto na altura do nº 59 e pouquíssimos elementos decorativos.

### Construções entre os séculos XIII e XIV

#### Pórticos da praça de Santo Stefano

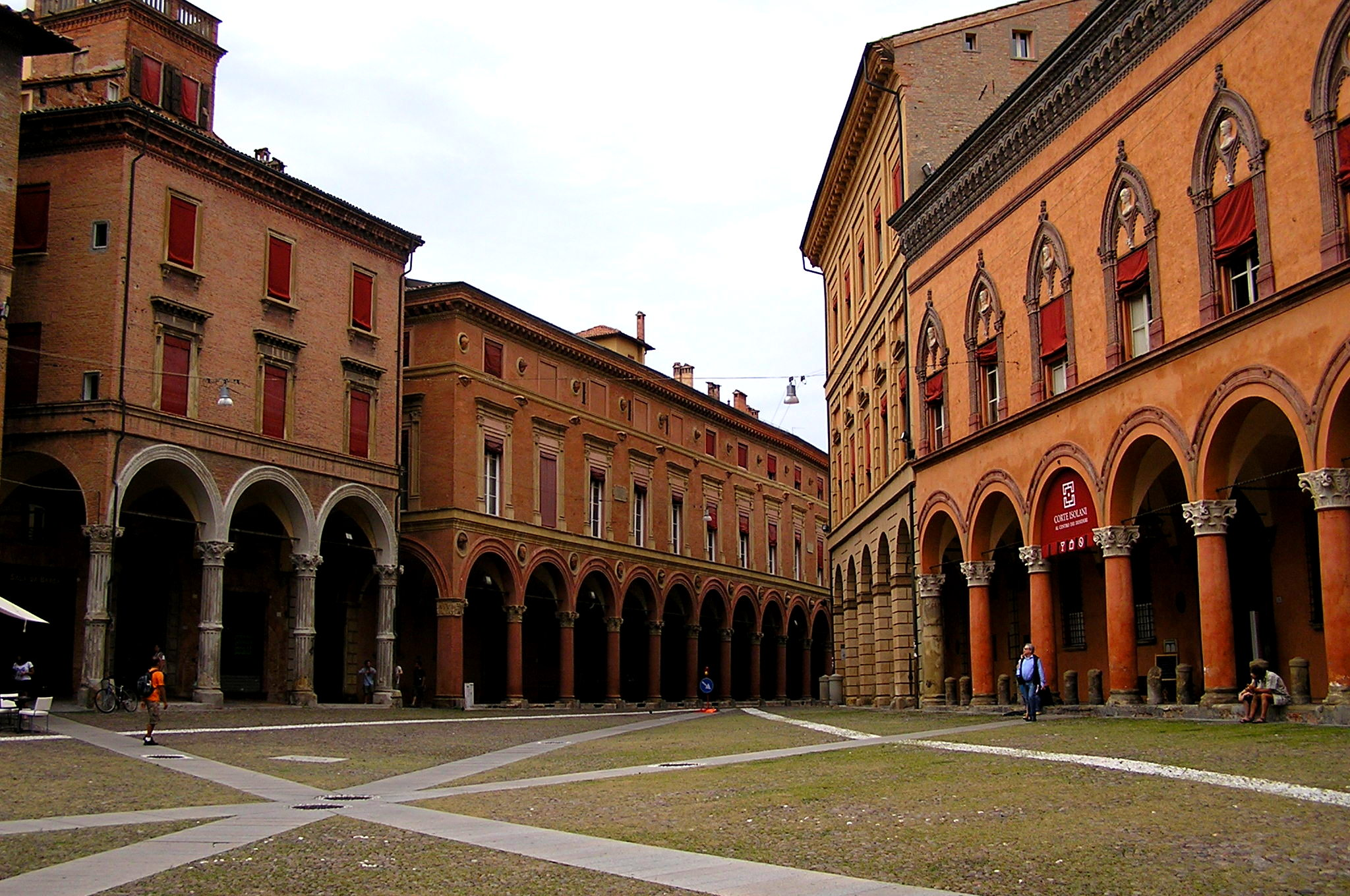
Pórticos da praça de Santo Stefano

Estão localizados no distrito Santo Stefano, nos palácios que circundam a Basílica de Santo Stefano.
- Palazzo Bolognini Amorini Salina - via Santo Stefano, nº 9 e 11.[1]
- Palazzo de' Bianchi - via Santo Stefano, nº 13.[1]
- Casa già Beccadelli poi Bovi-Tacconi - via Santo Stefano, nº 15.[1]
- Palazzo Isolani - via Santo Stefano, nº 16.[1]
- Palazzo già Beccadelli poi Bovi-Tacconi - via Santo Stefano, nº 17.[1]
- Palazzo Bolognini Isolani - via Santo Stefano, nº 18.[1]
- Palazzo Bianchini - via Santo Stefano, nº 20.[1]

### Construções entre os séculos XV e XVI

#### Pórticos da via Galliera

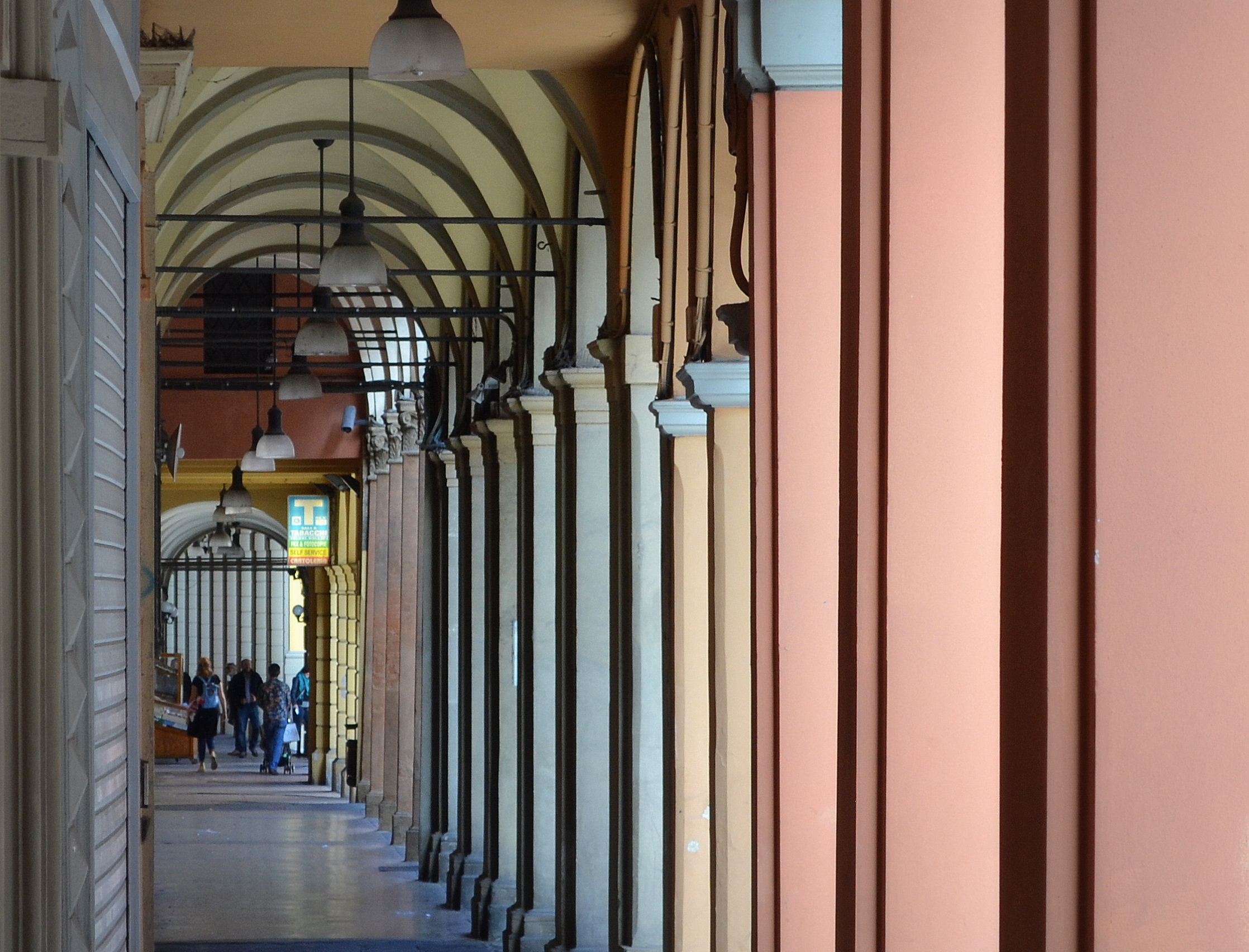
Pórticos da via Galliera

Estão localizados no distrito de Porto-Saragozza.
- Casa Castelli - via Parigi, nº 2.[1]
- Palazzo Fava - via Manzoni, nº 2.[1]
- Palazzo Ghislardi - via Manzoni, nº 4.[1]
- Casa Conoscenti - via Manzoni, nº 6.[1]
- Palazzo del Monte - via Galliera, nº 3.[1]
- Palazzo Torfanini - via Galliera, nº 4.[1]
- Casa Dalle Tuate - via Galliera, nº 6.[1]
- Santa Maria Maggiore - via Galliera, nº 10.[1]
- Palazzo Caccialupi - via Galliera, nº 13.[1]
- Palazzo Felicini - via Galliera, nº 14.[1]
- Palazzo Bonasoni - via Galliera, nº 21.[1]

#### Pórticos da via Baraccano
Engloba o pórtico do Conservatório de Putte e o pórtico duplo que liga o conservatório a Igreja Santo Giuliano, localizado no distrito Santo Stefano. O pórtico do conservatório é composto por 28 arcos apoiados em colunas que possuem base de pedra circulares e capitéis decorados. São considerados pórticos monumentais por estarem 30 centímetros acima do nível da rua, possuírem 7 metros de altura no ponto mais alto das abóbadas e 120 metros de extensão.

#### Pórticos da via Pavaglione e via Banchi

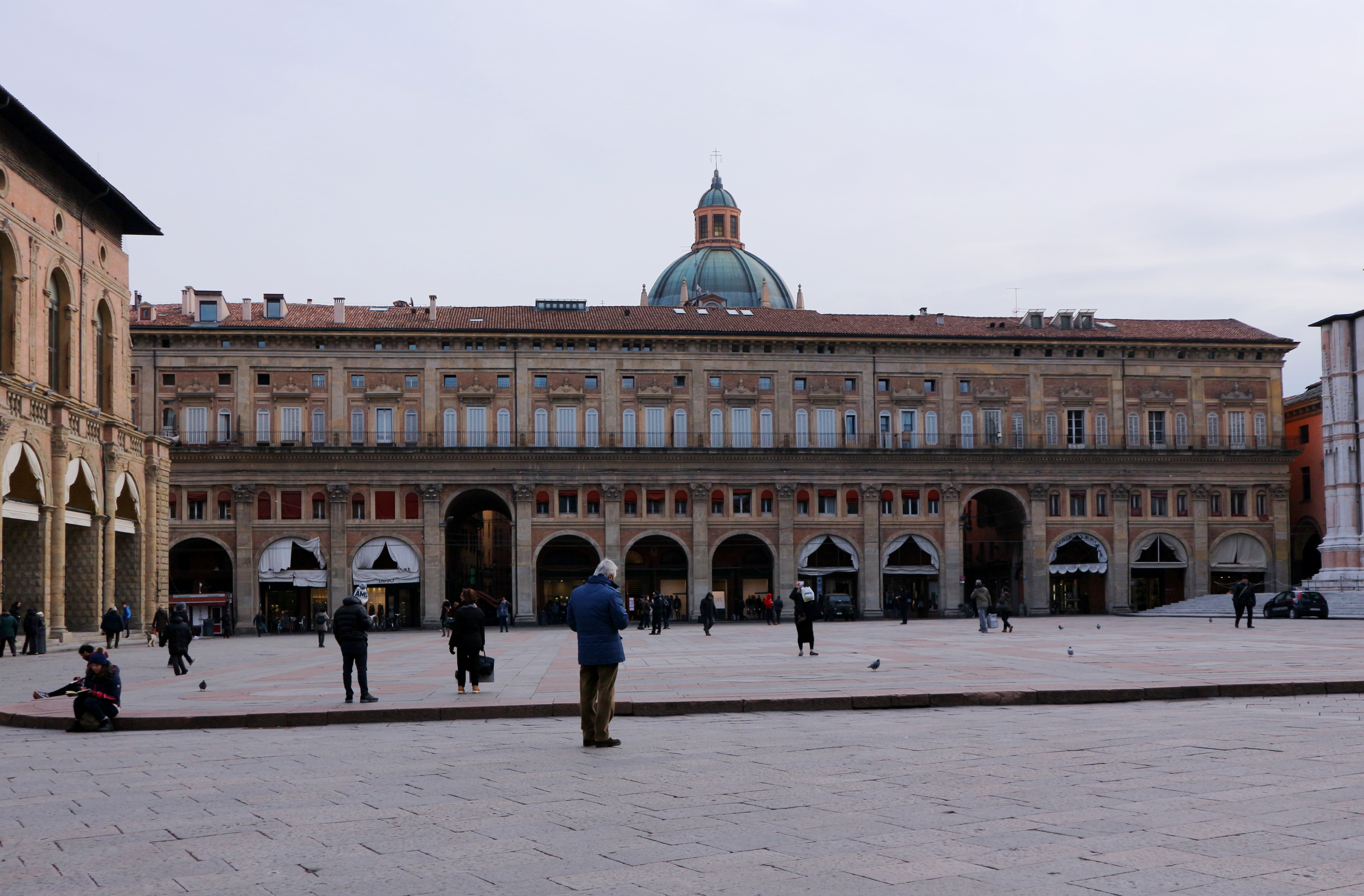
Pórticos da praça Maggiore

Estão localizados no distrito Santo Stefano, entre as praças Galvani e Maggiore e foram construídos em meados do século XVI. Esta área, desde da idade média, já era usada como centro comercial. O pórtico da via Banchi possui dois majestosos arcos, que cruzam duas pequenas ruas, e arcos do próprio pórtico; e sua abóbada é de estilo gótico tardio. O pórtico da via Pavaglione possui 41 arcos apoiados em colunas de Ordem toscana, com teto abobadado e piso em pedra vermelha de Verona.

### Construções entre os séculos XVII e XVIII

#### Pórtico de San Luca

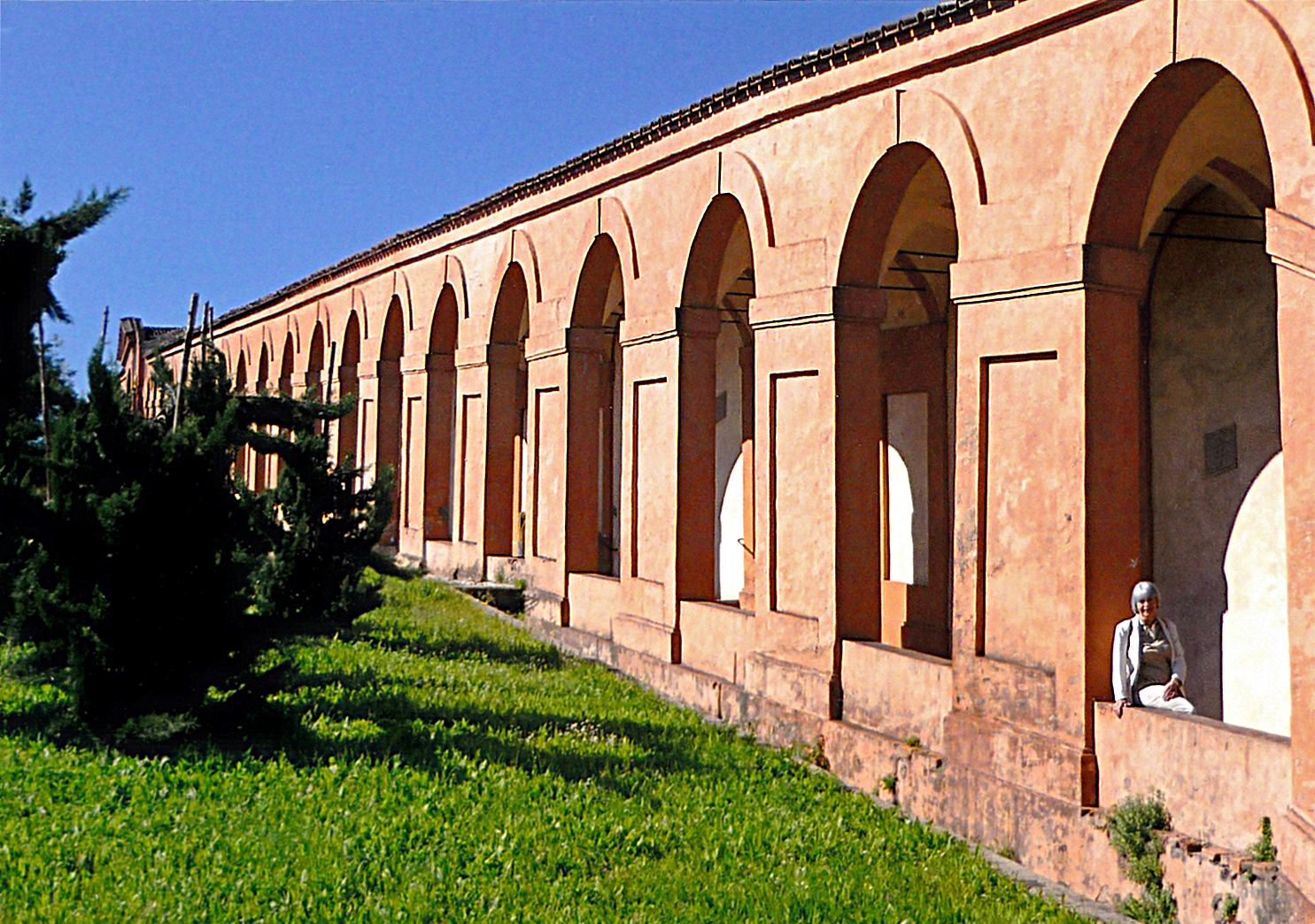
Pórtico de San Luca

Está localizado ao longo da encosta do Monte de Guardia, no distrito de Porto - Saragozza. Foi financiado pela família Monti Bendini, construído para interligar a cidade ao Santuário da Santíssima Virgem de San Luca. O pórtico possui 3.796 metros de extensão e 666 arcos, sendo dividido em dois trechosː via Saragozza e subida do monte. O pórtico foi construído com paredes de 44,3 centímetros de espessura e 3,80 metros de altura, teto abobadado em cruz e piso de pedra de Lucerna. Um lado é totalmente fechado por parede e o outro lado é aberto para a via através de arcos. No trecho do monte há 15 capelas com os Mistérios do Rosário.

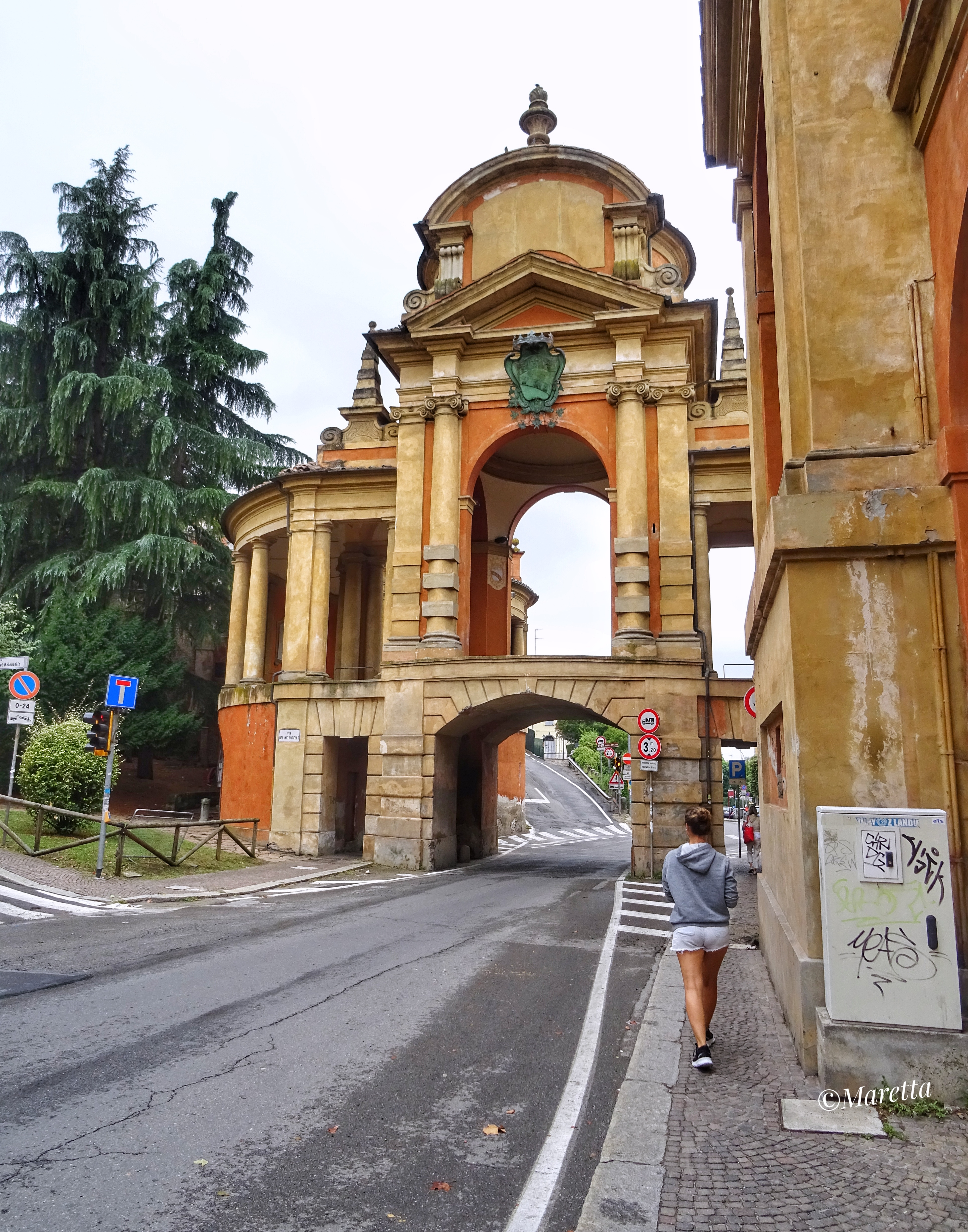
Arco do Meloncello

Os dois trechos do pórtico são unificados pelo Arco do Meloncello, que foi projetado por  Carlos Francesco Dotti em 1714. O arco foi construído, em 1718, um projeto adaptado de Dotti, no estilo barroco, com arco rebaixado inferior servindo de passagem para veículos e pedestres pela via Saragozza; e o arco superior com quatro altas colunas jónicas, ladeada por pilastras que apoiam uma abóbada de berço, que interliga os pórticos, sendo de passagem somente para pedestres. No centro do entablamento  e nos quatro cantos internos está o brasão da família Monti Bendini. 

#### Pórticos da via Zamboni

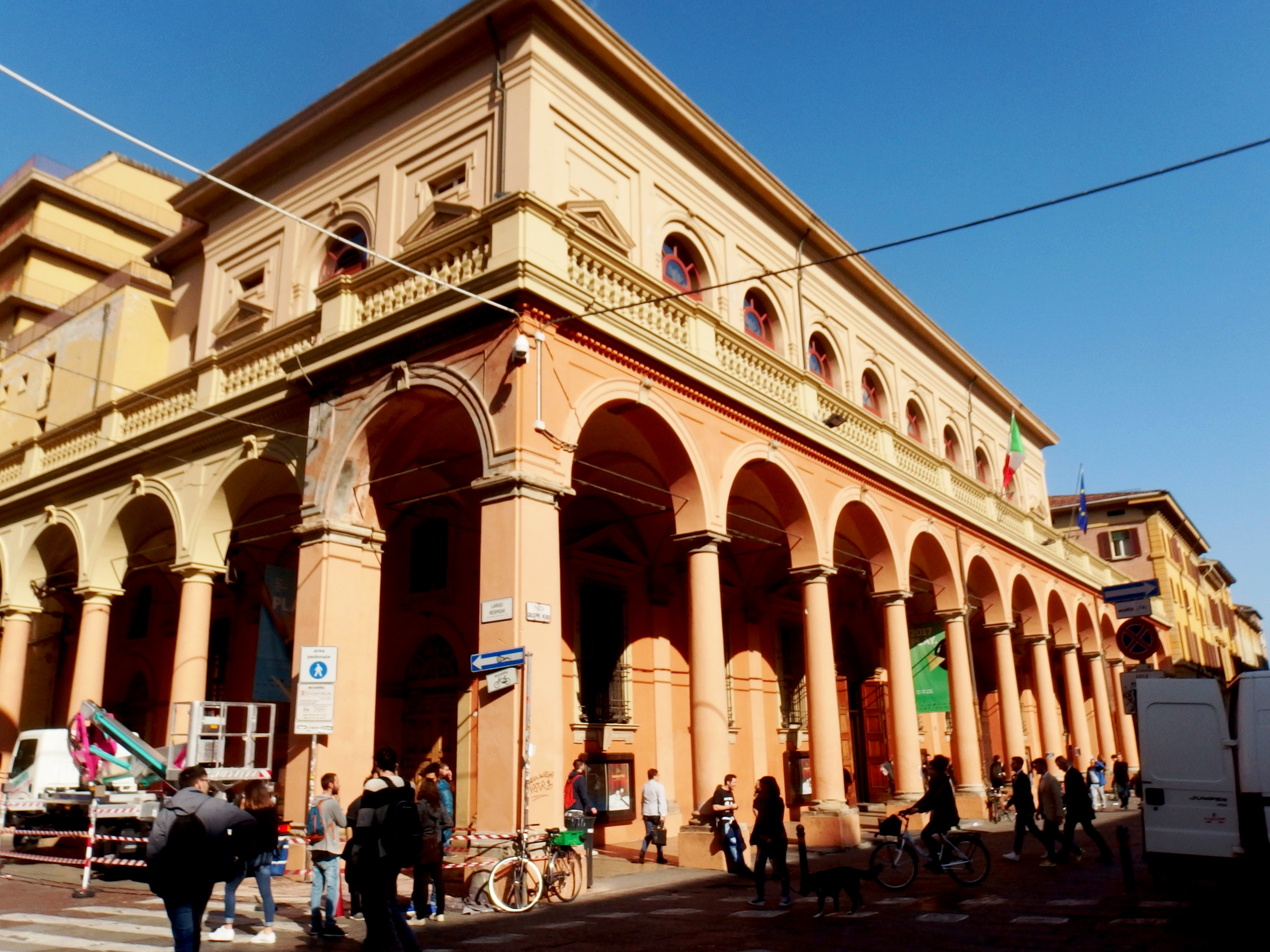
Teatro Municipal

Estão localizados no distrito Santo Stefano, entre as praças Verdi e Puntoni, incluindo o Teatro Municipal e Palazzo Poggi. Os pórticos foram construídos no século XVIII, e desde sua construção, possuem função acadêmica. O pórtico do Teatro Municipal é composto de 12 arcos apoiados em colunas dóricas; e os pórticos do Palazzo Poggi possuem colunas dóricas com capitel em roseta, intercaladas por pilares.

### Construções do século XIX

#### Pórtico da via Certosa

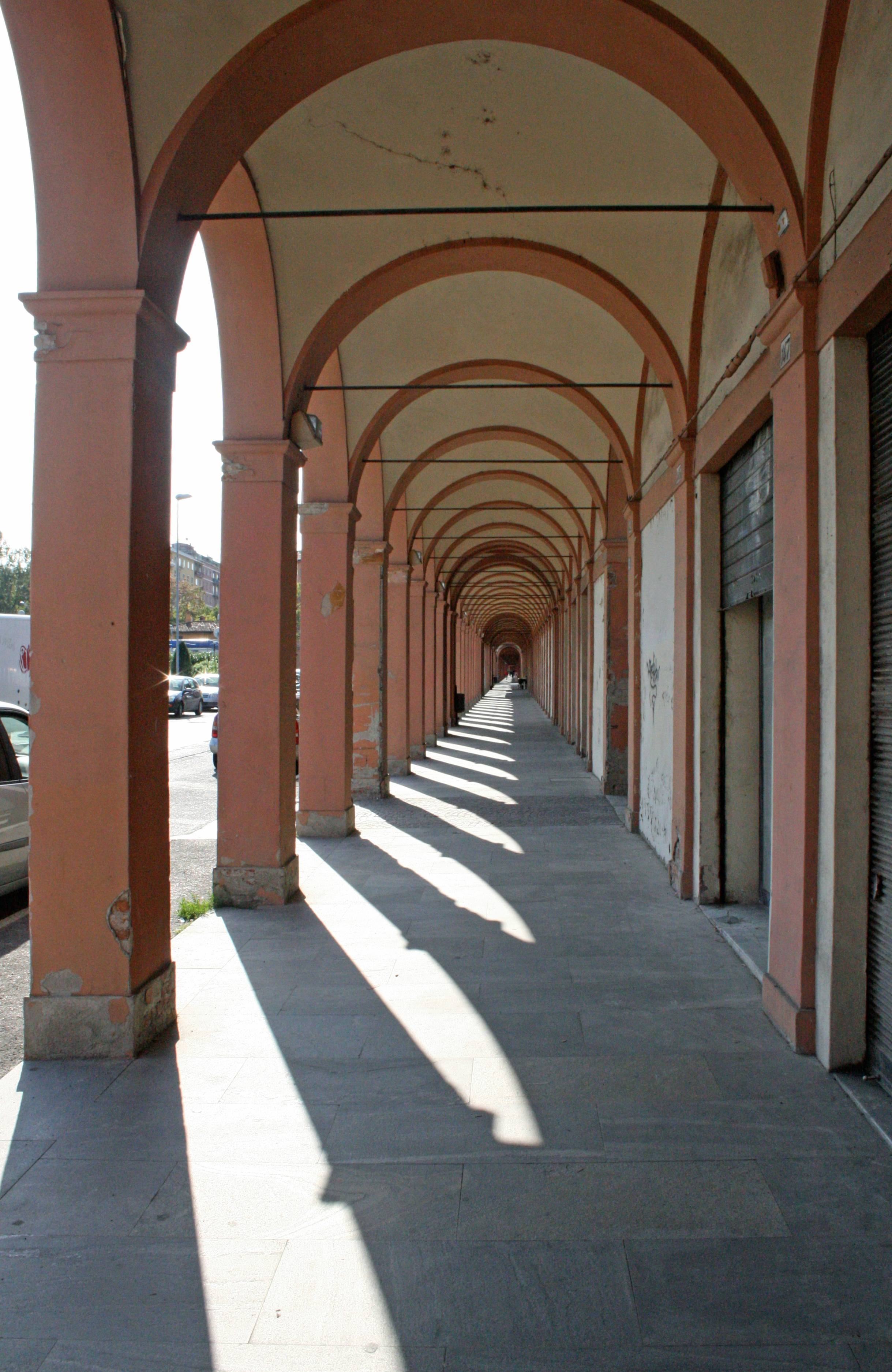
Pórtico da via Certosa

Está localizado no distrito de Porto-Saragozza. O pórtico interliga o cemitério ao centro da cidade. Foi construído em estilo neoclássico, possui 570 metros de extensão, 3,80 a 4,00 metros de profundidade e altura entre 6,50 e 7,00 metros até o cume. São 148 arcos apoiados em pilares retangulares de alvenaria com capitéis em arenito; as abóbadas são de tijolo maciço e receberam reboco; o telhado foi feito em duas águas com telhas de tijolo. O piso foi construído em pedra de Lucerna. No início do pórtico há um arco triunfal e três arcos que se conectam ao Arco do Meloncello. A cada 9 arcos de vela do pórtico, foi construído 1 arco de cúpula, com abóbada de pedra, apoiado sobre pilastras jônicas; e com tímpano na parte superior. No pórtico, em frente ao Estádio Dallara, foi construído, a Torre da Maratona. Após a torre, a sequencia de 9 arcos e tela e 1 arco de de cúpula continua. Sobre o Canal do Reno, foi construído uma loggia com grandes colunas iônicas e uma alta tablação com espelhos retangulares.

#### Pórticos da praça Cavour e via Farini

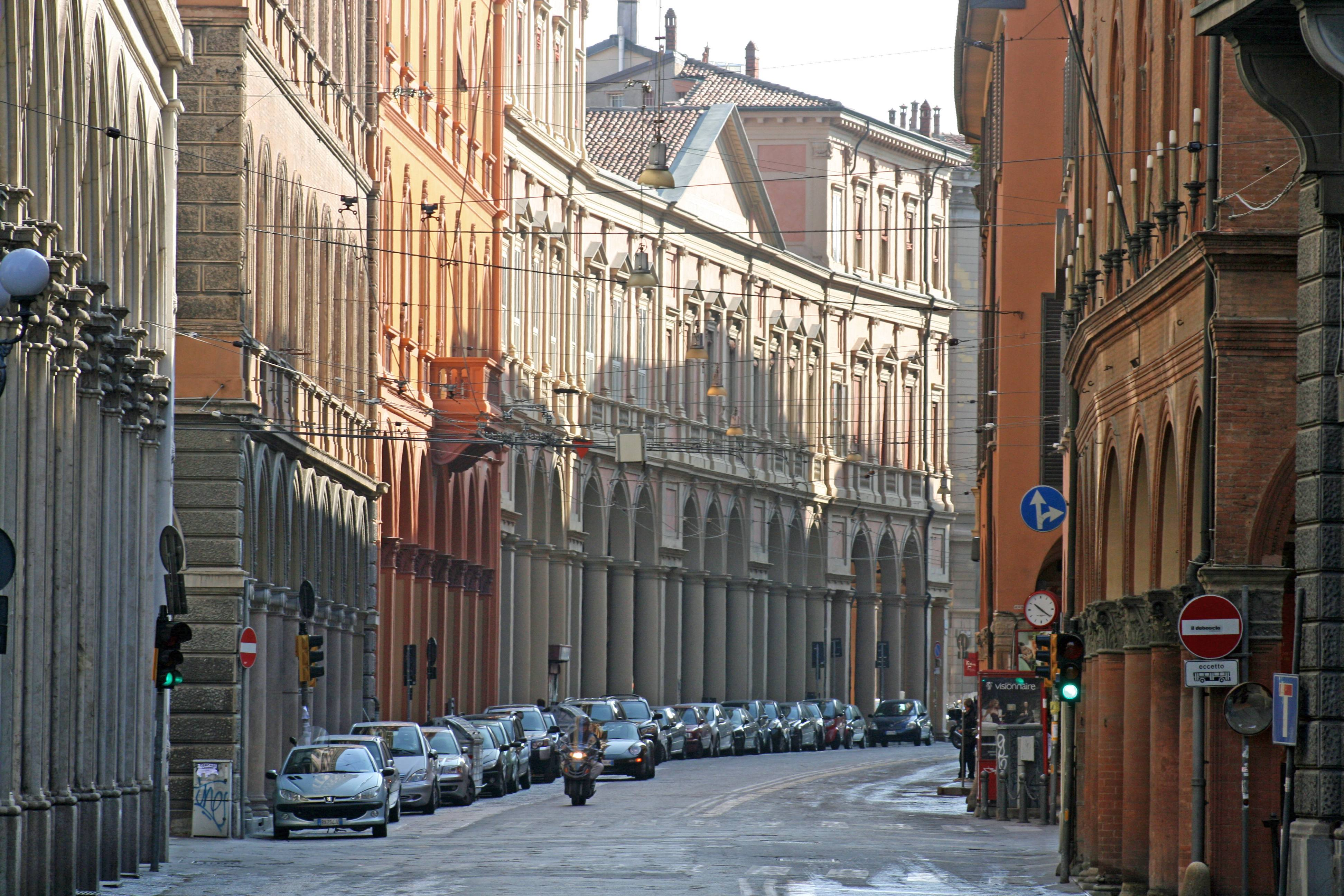
Pórticos da via Farini

Estão localizados no distrito Santo Stefano, na via Farini entre os números 9 e 22, incluindo os pórticos da praça Cavour. Inicialmente, a região dos pórticos da via Farini era um local degradante, que abrigava tabernas e prostíbulos. Atualmente, a região abriga lojas de grife.
- Palazzine Bottrigari - praça Cavour, nº 3.[1]
- Palazzo Silvani - praça Cavour, nº 4.[1]
- Palazzo della Banca d'Italia - praça Cavour, nº 6.[1]
- Palazzo Guidotti - via Farini, nº 9.[1]
- Palazzo Zambeccari - via Farini, nº 11.[1]
- Palazzo dell'ex Banco di Napoli - via Farini, nº 12.[1]
- Palazzo Pietramellara - via Farini, nº 14.[1]
- Palazzo della Cassa di Risparmo - via Farini, nº 22.[1]

### Construções do século XX

#### Pórticos da rua Maggiore

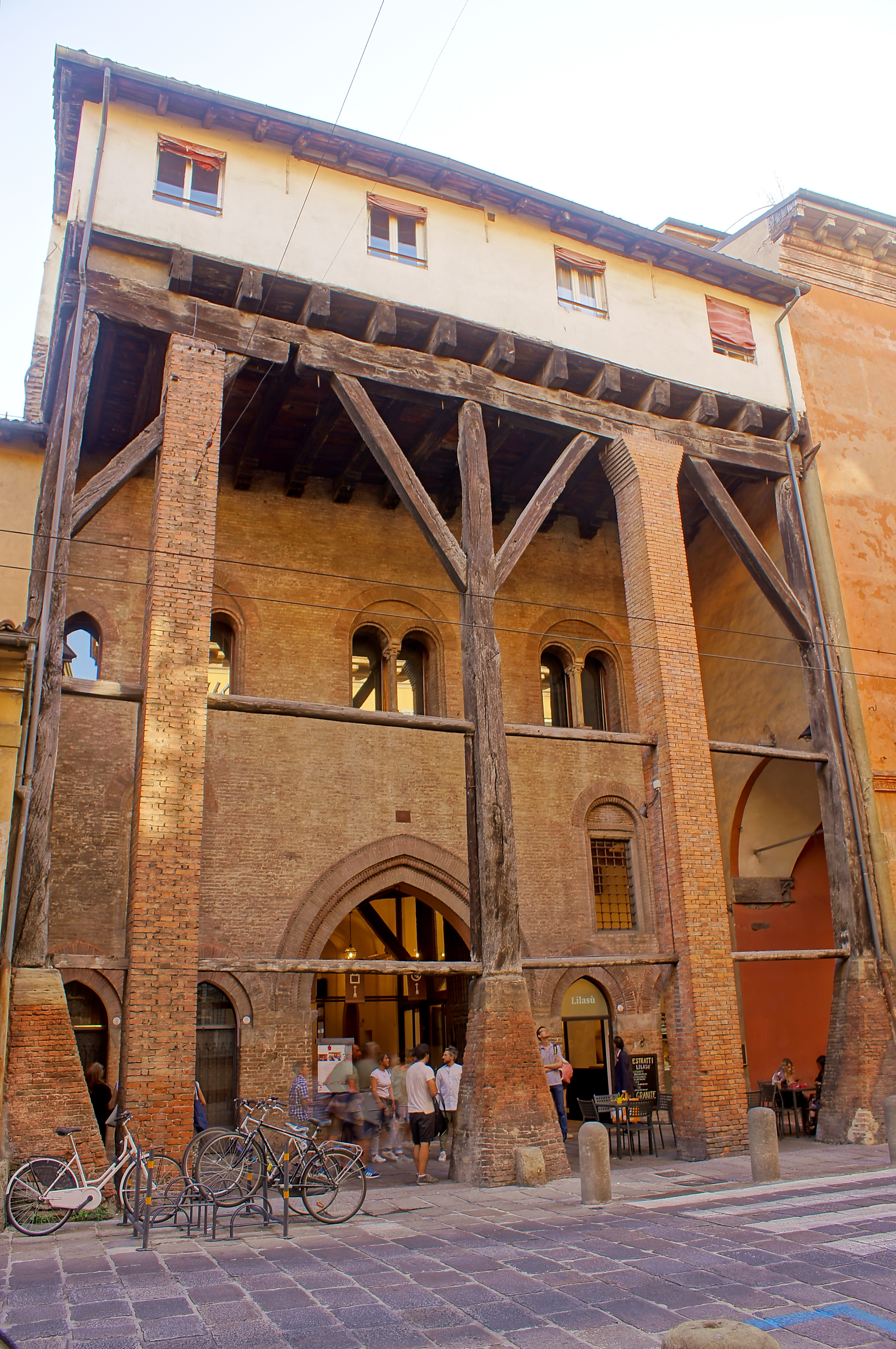
Casa Isolani

Estão localizados no distrito Santo Stefano. Se estendem desde a praça da Porta Ravegnana até a Porta Maggiore, atualmente conhecida como Porta Mazzini. Os pórticos da rua Maggiore são de diversos estilos e épocas, começando suas construções no século XII e alguns passando por remodelação até o século XX. Um dos raros exemplares de um pórtico medieval de madeira bem preservados é o da Casa Isolani, localizado na rua Maggiore, nº 19. Possui 3 pilares de carvalho com 9 metros de altura e estão apoiados sobre base de tijolos e selenito. O teto possui um sistema de vigas transversais, sustentadas por travessas diagonais.

#### Pórtico do edifício do Barca
Está localizado no distrito Borgo Panigale-Reno. O pórtico foi construído em concreto armado, e possui forma curvilínea com 600 metros de extensão.

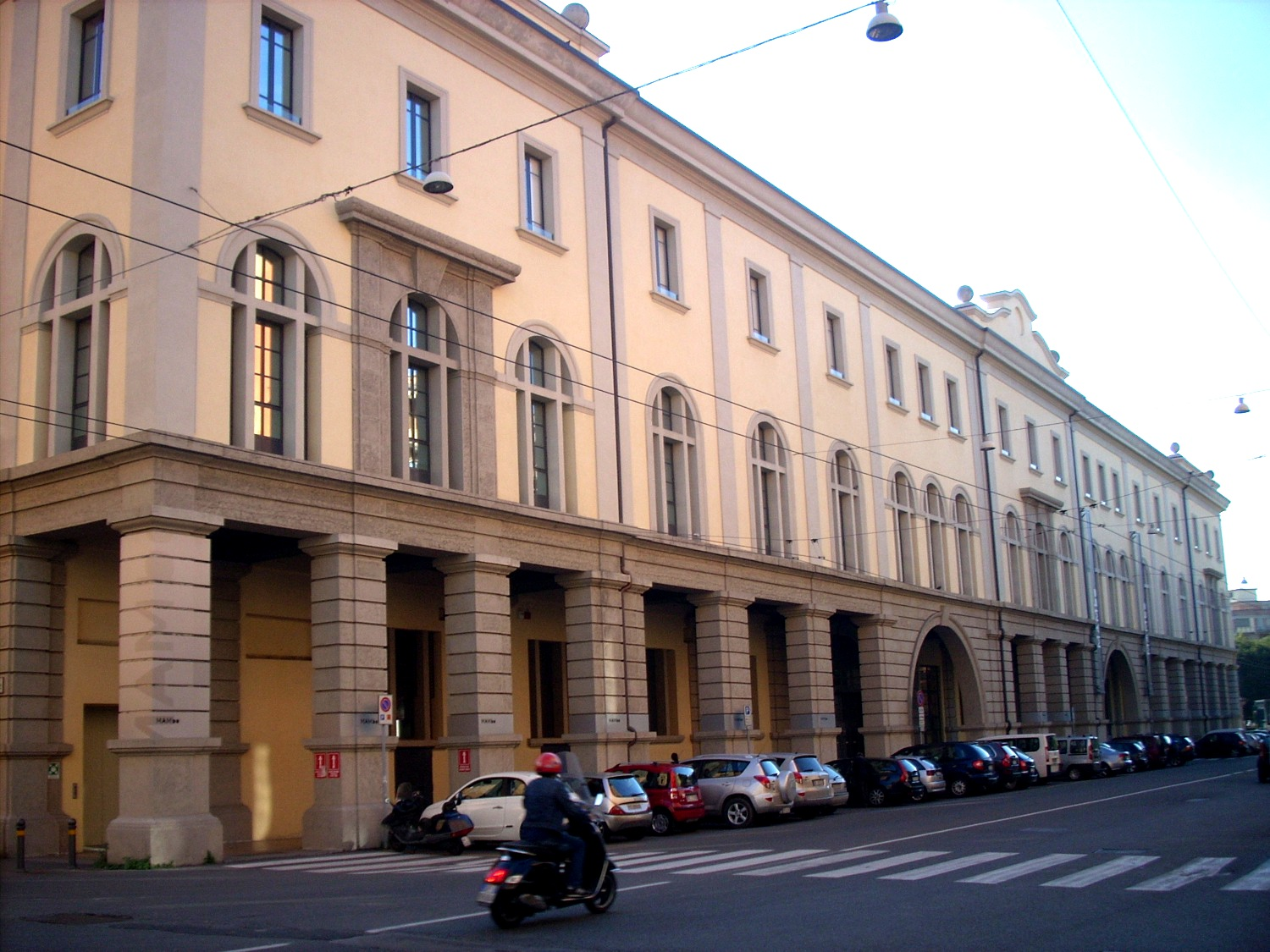
MAMbo

#### Pórtico do edifício do MAMbo
Está localizado no distrito de Porto-Saragozza, no edifício do Museo de Arte Moderna e Contemporânea de Bolonha. O pórtico possui uma composição simétrica, iniciando com 6 trabeações, seguindo com 1 grande arco, mais 3 trabeações, 1 arco grande e finalizando com 6 trabeações. As trabeações possuem arcos que são suportadas por pilares retangulares com falsa cantaria, apoiados sobre pedestais altos.

## Peculiaridades
- Pórtico mais largoː pórtico da Basílica Santa Maria dos Servos localizada na rua Maggiore, abrangendo os quatro lados da basílica.[3][4]
- Pórtico mais altoː pórtico do edifício arquiepiscopal localizado na via Altabella, com 10 metros de altura.[4]
- Pórtico mais estreitoː pórtico localizado na via Sanzanome, com 95 centímetros de largura.[4]
- Pórtico mais longo do mundoː pórtico de San Luca, com 3.796 metros de extensão.[1][4]